# Атакебуне
Атакебуне (јап. 小早) је јапански термин за велике ратне бродове, који су били у употреби у касном средњем и раном новом веку, током периода Сенгоку и у почетку Едо периода.

## Карактеристике
Атакебуне су били највећи ратни бродови јапанских морнарица од 15. до 17. века. Били су то дуги и уски бродови дубоког газа (трупа у облику латиничног слова В), са надоградњом у облику кутије на палуби, са једним јарболом (који се у борби могао скинути) и погоном на једра (у пловидби) и весла (у борби). Труп брода грађен је најчешће од кедровине, а посада је била заштићена грудобранима (тате ита) од дрвених дасака,  са пушкарницама за стреле и аркебузе, који су окруживали палубу са све 4 стране целом дужином брода, осим на прамцу, који је био отворен. Део грудобрана био је постављен на шаркама, како би се у борби могли спустити и послужити као мост за укрцавање на противнички брод. По изгледу су подсећали на пловеће дрвене тврђаве, или правоугаоне дрвене кутије постављене на бродски труп, са кулом у средини. Посаду је чинило 80 веслача и 60 самураја, а након увођења ватреног оружја у Јапан (после 1543, а у општој употреби од 1570) били су наоружани са по 3 топа и 30 аркебуза. Атакебуне су били заповеднички бродови сваке феудалне морнарице у Јапану.
За разлику од средњих ратних бродова (секибуне)', атакебуне су имали вишеспратну кулу за заповедника на палуби. Конструкција ових кула била је дрвена, а зидови су најчешће били од више слојева платна, које је могло да заустави стреле, али је било немоћно против пројектила из ватреног оружја.
Поред унутрашњих сукоба у Јапану током периода Сенгоку, ови бродови учествовали су у поморским биткама током јапанске инвезије Кореје (1592-1598). Адмирал Ји Сун Син описује атакебуне као велике бродове са троспратним шатором (дословно лађе са шатором) високим око 3 хвата (око 5 метара), окруженим завесом од платна, на којима су седели јапански заповедници током битке.